# Lecey

Lecey este o comună în departamentul Haute-Marne din nord-estul Franței. În 2009 avea o populație de 219 de locuitori.

## Evoluția populației
| An        | 1975 | 1982 | 1990 | 1999 | 2006 | 2009 |
| --------- | ---- | ---- | ---- | ---- | ---- | ---- |
| Populație | 172  | 232  | 238  | 204  | 216  | 219  |